# 卡拉·温格
卡拉·温格（英語：Kara Winger，1986年4月10日—），旧姓帕特森（Patterson），美国女子田径运动员，2015年泛美运动会女子标枪银牌得主、2019年泛美运动会女子标枪金牌得主、2022年世界田径锦标赛女子标枪银牌得主。